# Rimi Baltic

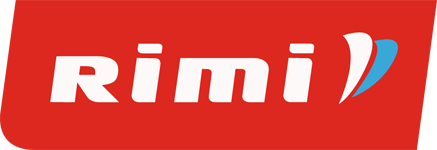
Das Logo von Rimi Baltic

Rimi Baltic ist eine Einzelhandelskette in den baltischen Staaten, deren Sitz sich in Riga, Lettland befindet. Das Unternehmen ist eine Tochtergesellschaft der ICA, einem schwedischen Lebensmitteleinzelhandelskonzern. Zur Rimi Baltic gehören 270 Einzelhandelsgeschäfte, davon befinden sich 83 in Estland, 131 in Lettland und 75 in Litauen. Zudem befinden sich in diesen drei Ländern Vertriebszentren.
Die Zugehörigkeit zur schwedischen ICA-Gruppe spiegelt sich auch in der Einrichtung wider. So werden auch Eigenmarken von ICA im Sortiment geführt.

## Geschichte

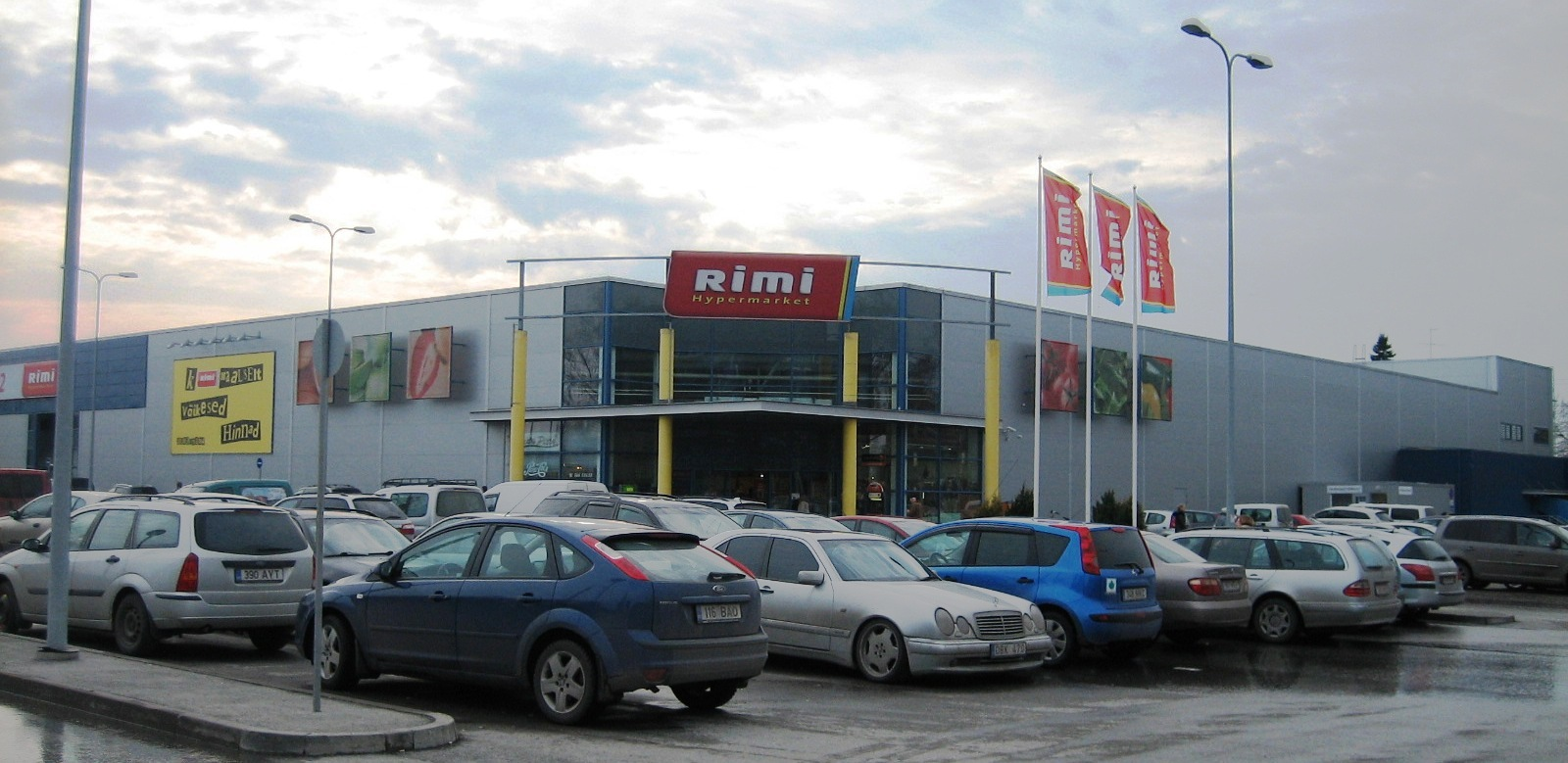
Rimi Hyper, ein SB-Warenhaus von Rimi Baltic in der estnischen Hauptstadt Tallinn

Gegründet wurde Rimi Baltic im Jahr 2004. Zu der Zeit beschlossen das finnische Einzelhandelskonglomerat Kesko und die schwedische ICA-Gruppe, ihre Aktivitäten in den baltischen Staaten zu einem 50:50-Joint-Venture zusammenzuführen. Offiziell nahm Rimi Baltic am 1. Januar 2005 seine Tätigkeiten auf. Bis 2005 betrieb Kesko sechs City-Hypermärkte und 45 Discount-Lebensmittelgeschäfte in Estland sowie fünf Citymärkte und 19 Supernetto-Outlets in Lettland. Zu ICA gehörten zuvor 33 Rimi-Märkte (Supermärkte und Hypermärkte) in Estland, Litauen und Lettland. Im Jahr 2005 wurden alle City-Märkte schrittweise auf Rimi-Hypermärkte umgeflaggt.
Ende 2006 zog sich Kesko aus dem Joint Venture zurück und am 1. Januar 2007 wurde Rimi Baltic eine 100-prozentige Tochtergesellschaft der ICA AB. Im März 2025 vereinbarte ICA den Verkauf von Rimi Baltic an die dänische Salling Group. Die Transaktion soll bis zum 2. Juni 2025 abgeschlossen sein.

## Vertriebslinien
Die Geschäfte der Kette lassen sich in Vertriebslinien unterteilen, je nach Produktpalette und Größe des Verkaufsfläche:
| Vertriebslinie | Beschreibung         | Standorte in Estland | Standorte in Lettland | Standorte in Litauen |
| -------------- | -------------------- | -------------------- | --------------------- | -------------------- |
| Rimi Hyper     | SB-Warenhaus         | 17                   | 37                    | 38                   |
| Rimi Super     | Supermärkte          | 20                   | 33                    | 21                   |
| Rimi Mini      | kleinere Supermärkte | 43                   | 54                    | 5                    |
| Rimi Express   | Convenience Store    | 3                    | 7                     | 11                   |

## Rimi in Norwegen
ICA nutzte den Namen Rimi auch in Norwegen für eine Ladenkette. Die Märkte wurden 2015 an Coop Norge veräußert und auf die Vertriebslinien von Coop umgeflaggt.